# Нюдяинучины
Нюдяинучины (устар. Нюча-Инучины) — река в России, протекает по Ямало-Ненецкому АО. Устье реки находится в 29 км по правому берегу реки Инучины. Длина реки составляет 12 км.
Система водного объекта: Инучины → Надым → Карское море.

## Данные водного реестра
По данным государственного водного реестра России относится к Нижнеобскому бассейновому округу, водохозяйственный участок реки — Надым. Речной бассейн реки — Надым.
Код объекта в государственном водном реестре — 15030000112115300047354.